# Mohammed ben Thani
Le cheikh Mohammed ben Thani (en arabe : محمد بن ثاني – vers 1788-18 décembre 1878) est le premier émir du Qatar, à l'origine de la dynastie Al Thani. 
Il est le père de Jassem ben Mohammed Al Thani (en), souvent considéré comme le fondateur du pays.

## Biographie
Mohammed ben Thani ben Mohammed Al Thamir (en arabe : محمد بن ثاني بن محمد آل ثامر) est issu des Banu Tamim, la tribu qui a donné naissance, le siècle précédent, à Mohammed ben Abdelwahhab (1703-1792, en arabe : محمد بن عبد الوهاب), l’intransigeant et austère réformateur de l’islam et fondateur du « wahhabisme ».
Il est né vers 1788 à Al-Fuwayriţ (en), second fils du cheikh Thani ben Mohammed al-Wadhiri. L'identité de sa mère n'est pas connue. Il a eu quatre frères : 
- Thamir ben Thani ben Mohammed Al Thamir
- Eid ben Thani ben Mohammed Al Thamir
- Ali ben Thani ben Mohammed Al Thamir
- Ahmad ben Thani ben Mohammed Al Thamir

En 1847, la famille s'installa à Al-Bidaʿ sous la conduite du Mohammed, alors âgé de 59 ans.

### Règne
Mohammed ben Thani fut un commerçant prospère qui étendit rapidement son influence à travers toute la péninsule du Qatar tout en renforçant sa position extérieure en concluant une alliance avec l'imam Fayçal ben Tourki (1785-1865), émir du second état saoudien, qui lui rendit visite au début de 1851, et qui lui garantit la sécurité du Qatar en échange du paiement d'un zakat annuel.
Dans les années 1860, les relations entre le Qatar et Bahreïn (qui occupait la partie nord du pays) se détériorèrent. Les hostilités (en) se déclenchèrent lorsqu'un bédouin qatari fut emprisonné puis emmené pour jugement à Bahreïn en 1867. Le fils de Mohammed ben Thani, Jassem (en), qui était allé demander sa libération, fut arrêté à son tour. En réponse, les Qataris, conduits par la tribu des Naim (supposée pourtant fidèle au souverain de Bahreïn), défirent la petite armée de Bahreïn stationnée sur la péninsule, expulsèrent le représentant bahreïnien de Wakrah et rejetèrent de fait la suzeraineté du Bahreïn. Ceci poussa le clan Al Khalifa du Bahreïn, allié à Abou Dhabi, à passer à l'offensive.
En octobre 1867, le hakim (en) Mohammed Al Khalifa (en) envoya son frère Ali, à la tête d'une armée d'environ 2 000 hommes venus d'Abou Dhabi, attaquer le Qatar. L'invasion aboutit au sac d'Al-Bida (Doha) et de Wakrah. La contre-attaque qatari qui suivit aboutit à la destruction de la plupart des navires bahreïniens et à l'entrée en scène des Britanniques.
Le traité maritime de janvier 1820 (General Maritime Treaty (en)) puis celui du 24 août 1853 (trêve Maritime Perpétuelle de 1853) garantissaient la fin de la piraterie dans le Golfe et une paix maritime perpétuelle, les disputes entre cheikhs devant être arbitrés par les Britanniques. Ceux-ci avaient jusqu'ici reconnu le Qatar comme étant une dépendance du Bahreïn. Mais, le 2 septembre 1868, le résident britannique dans le golfe Persique, le lieutenant-colonel Lewis Pelly (en), arriva devant Bahreïn avec trois bâtiments de guerre et adressa un ultimatum au Hākim Mohammed, l'accusant d'avoir violé la paix maritime (il avait transporté ses troupes par mer et pillé les ports ennemis, en violation du traité du 31 mai 1861) et demandant des réparations à hauteur de 10 000 toman. Le 6 septembre, Ali Al Khalifa fut placé par Pelly à la tête de Bahreïn comme hakim à la place de son frère, qui prit la fuite… au Qatar.
Le conflit conduisit également les Britanniques à reconnaître pour la première fois les Al Thani. Le 12 septembre 1868, le lieutenant-colonel Pelly signa en effet avec Mohammed ben Thani (Mahomed bin Sanee [Thani] of Guttur [Qatar]) un traité. Celui-ci mettait fin à la guerre avec Bahreïn, qui renonçait à toute souveraineté sur le Qatar auquel était accordé une semi-indépendance qui positionnait le cheikh à la tête du pays. Une clause prévoyait le retour des biens pillés et la libération de tous les prisonniers de guerre, dont le cheikh Jassem (en).
Le 13 septembre, les chefs tribaux résidant dans la province du Qatar convinrent solennellement de verser au hakim Ali leur tribut annuel. Ces sommes seraient remises au cheikh Mohammed ben Thani qui devrait les transmettre à son tour, avec sa propre contribution, au résident britannique qui les remettrait à son tour au hakim. Du point de vue de Bahreïn, le Qatar n'était donc pas indépendant, puisqu'il lui payait l'impôt. Pour le Qatar, au contraire, les événements de 1868 reconnaissaient pour la première fois l'identité distincte du pays. Pour les Britanniques, ce paiement ne mettait aucunement en cause l'indépendance du Qatar puisque ce tribut représentait la contribution du Qatar aux sommes que Qatar et Bahreïn devaient verser aux wahhabites pour garantir leur sécurité du côté de la terre.
En 1871, toutefois, Mohammed ben Thani, inquiet de la prédominance britannique et cherchant à se prémunir contre un retour des Bahreïniens, rechercha un contre-poids politique dans la région. Après la conquête de la grande oasis d'Al-Hasa par les Ottomans (qui mettait fin, de fait, au tribut versé aux Wahhabites), le cheikh rechercha leur alliance et accepta de laisser flotter le drapeau ottoman ainsi que d'héberger une petite garnison ottomane à Bida (janvier 1872). Ce fut le début d'une présence ottomane de quarante-quatre ans qui devait durer jusqu'en 1915. Mohammed fut alors désigné caïmacan du kaza (province) de Qatar, dépendant du wali de Bagdad.
Mohammed ben Thani abdiqua en 1876 en faveur de son fils aîné, Jassem ben Mohammed Al Thani (en) en raison de son âge avancé (il avait alors 88 ans). Il mourut deux ans après, le 18 décembre 1878.

### Enfants
Mohammed ben Thani a eu 8 enfants — 2 filles dont l'identité n'est pas connue) et six fils : 
- Jassem ben Mohammed Al Thani (en), émir du Qatar (1825-1913)
- Ahmed ben Mohammed Al Thani, cheikh de Doha (1853-1905)
- Fahad ben Mohammed Al Thani, mort jeune
- Eid ben Mohammed Al Thani, mort jeune
- Jaber ben Mohammed Al Thani (1878-1934)
- Thamir ben Mohammed Al Thani